# 伊藤明里
伊藤 明里（いとう あかり、2001年7月10日 - ）は、広島県福山市出身の女子サッカー選手。ディオッサ出雲FC所属。ポジションはミッドフィールダー。広島文教女子大学附属高等学校出身。

## 経歴

### 幼少期
サッカーをやっていた兄の影響で、小学2年生からサッカーを始める。

### 新涯FC
2009年に、新涯フットボールクラブに入団。

### FCバイエルンツネイシ
2014年、第37回広島県女子サッカーリーグ（4位）
2016年、第39回広島県女子サッカーリーグ（3位）

### 広島文教女子大学附属高等学校
2017年、広島文教女子大学附属高等学校に入学。
2020年1月、第28回全日本高等学校女子サッカー選手権大会出場（初戦敗退）
2020年3月、同校を卒業。

### ディオッサ出雲FC
2020年3月、ディオッサ出雲FC加入。

## 所属クラブ

### ユース
- 新涯FC
- FCバイエルンツネイシ
- 広島文教女子大学附属高等学校

### シニア
- 2020年-現在  ディオッサ出雲FC

## 人物
- 得意なプレーはロングシュート。

## 個人成績

### クラブ
| 国内大会個人成績 | 国内大会個人成績 | 国内大会個人成績 | 国内大会個人成績 | 国内大会個人成績 | 国内大会個人成績 | 国内大会個人成績 | 国内大会個人成績 | 国内大会個人成績 | 国内大会個人成績 | 国内大会個人成績 | 国内大会個人成績 |
| 年度             | クラブ           | 背番号           | リーグ           | リーグ戦         | リーグ戦         | リーグ杯         | リーグ杯         | オープン杯       | オープン杯       | 期間通算         | 期間通算         |
| 年度             | クラブ           | 背番号           | リーグ           | 出場             | 得点             | 出場             | 得点             | 出場             | 得点             | 出場             | 得点             |
| 日本             | 日本             | 日本             | 日本             | リーグ戦         | リーグ戦         | リーグ杯         | リーグ杯         | 皇后杯           | 皇后杯           | 期間通算         | 期間通算         |
| ---------------- | ---------------- | ---------------- | ---------------- | ---------------- | ---------------- | ---------------- | ---------------- | ---------------- | ---------------- | ---------------- | ---------------- |
| 2020             | ディオッサ出雲FC | 4                | 中国1部          |                  |                  | -                | -                | 2                | 0                | 2                | 0                |
| 2021             | ディオッサ出雲FC | 4                | 中国1部          |                  |                  | -                | -                | 2                | 0                | 2                | 0                |
| 2022             | ディオッサ出雲FC | 4                | 中国             |                  |                  | -                | -                | 2                | 0                | 2                | 0                |
| 2023             | ディオッサ出雲FC | 4                | 中国             |                  |                  | -                | -                | -                | -                |                  |                  |
| 2024             | ディオッサ出雲FC | 4                | なでしこ2部      | 15               | 0                | -                | -                | 0                | 0                | 15               | 0                |
| 通算             | 日本             | 日本             | 3部              | 15               | 0                | 0                | 0                | 0                | 0                | 15               | 0                |
| 通算             | 日本             | 日本             | 4部              |                  |                  | 0                | 0                | 6                | 0                | 6                | 0                |
| 総通算           | 総通算           | 総通算           | 総通算           | 15               | 0                | 0                | 0                | 6                | 0                | 21               | 0                |

- 日本女子サッカーリーグ
  - 初出場 - 2024年3月16日 なでしこリーグ2部 第1節 福岡J・アンクラス戦 (出雲健康公園多目的運動場)[4]

### 代表
- 2019年 第74回国民体育大会 広島県女子サッカー代表（中国地区予選敗退）
- 2021年 第76回国民体育大会 島根県女子サッカー代表（中国地区予選敗退）

## タイトル

### クラブ
- ディオッサ出雲FC
  - 中国女子サッカーリーグ1部 優勝: 2回 (2020、2021)

### 個人
- 第20回福山コメンシップ2015（新涯フットボールクラブ所属）優秀選手[5]
- 第21回福山コメンシップ2016（新涯フットボールクラブ所属）優秀選手[6]
- 第22回福山コメンシップ2017（FCバイエルンツネイシレディース所属） 優秀選手
- 第23回福山コメンシップ2018（FCバイエルンツネイシレディース所属） 優秀選手
- HIFA AWARDS 2020 年間優秀選手（女子・U-18）[7]